# 오디샤 FC
오디샤 FC(Odisha FC)는 인도의 프로축구단으로 오디샤주 부바네스와르를 연고지로 하고 있다. 현재 인도 슈퍼리그에 참가하고 있다.

## 역사
2014년 7월 델리 다이너모스 FC로 창단하였다.

## 선수 명단

### 현역
참고: FIFA 자격 규정에 따라 소속된 국가대표팀 국기를 표시합니다. 선수는 복수의 FIFA 비회원국 국적을 가지고 있을 수 있습니다.
| 번호 | 포지션 | 국적 | 이름 |
| ---- | ------ | ---- | ---- |

| 번호 | 포지션 | 국적 | 이름 |
| ---- | ------ | ---- | ---- |
| 90   | FW     |      | 도리 |

## 역대 감독
| 감독               | 임기        |
| ------------------ | ----------- |
| 호베르투 카를루스  | 2015        |
| 잔루카 참브로타    | 2016        |
| 미겔 앙헬 포르투갈 | 2017 ~ 2018 |

틀:오디샤 FC 선수 명단